# Platyprosthiogyne oresbia
Platyprosthiogyne oresbia är en tvåvingeart som beskrevs av Loïc Matile 1974. Platyprosthiogyne oresbia ingår i släktet Platyprosthiogyne och familjen svampmyggor. Inga underarter finns listade i Catalogue of Life.